# Ølgod
Ølgod er en stationsby i Sydvestjylland med 3.763 indbyggere  (2024), beliggende i Ølgod Sogn. Byen ligger i Varde Kommune og tilhører Region Syddanmark.
Første led af navnet er afledt af det olddanske aluh som betyder "helligdom", mens god ligeledes kommer af olddansk (oprindelig guth) og har betydningen "gud".
Ølgod er vokset frem på heden i en egn med sandede jorde der ikke var velegnede til landbrug, og derfor ernærede lokalbefolkningen sig i høj grad ved at lave lerkrukker og andre husflidsredskaber. I forbindelse med egnens kirker ligger der en del missionshuse, som vidner om en stærk religiøs bevægelse gennem områdets historie.
Køkkenproducenten HTH har hovedsæde i Ølgod.

## Historie
Ølgod landsby bestod i 1682 af 5 gårde og 2 huse med jord. Det samlede dyrkede areal udgjorde 181,4 tønder land skyldsat til 23,59 tønder hartkorn. Driftsformen var græsmarksbrug med tægter.
I 1859 blev Ølgod beskrevet således: "Byen Ølgod med kirke og skole..."
I 1879 blev Ølgod beskrevet således: "Byen Ølgod med kirke, skole og håndgerningsskole, ... Vestkjær med folkehøjskole og biskole, jernbanestation."
Ved århundredeskiftet blev Ølgod beskrevet således: "Ølgod (1203: Ølguth) med Kirkeby — stor opvoksende Stationsby, 1/2 1901 med 127 Huse og 605 Indb. — med Kirke, Præstegd., Kapellanbolig, Skole, Lægebolig, Sparekasse (opr. 1867; ..., Antal af Konti 1001), Uldspinderi, Mølle, Gæstgivergaard, Kro, Markedsplads (Marked i Apr. og Okt.), Jærnbane-, Telegraf- og Telefonst. samt Postekspedition."
Allerede ved århundredeskiftet var Ølgod således en mindre oplandsby med industri. I de følgende årtier voksede byen: i 1906 havde den 800 indbyggere, i 1911 1.151 og i 1916 1.157. Stagnationen under 1. verdenskrig var midlertidig: i 1921 havde byen 1.311 indbyggere, i 1925 1.291 indbyggere, i 1930 1.661 indbyggere, i 1935 1.807 indbyggere, i 1940 1.821 indbyggere, i 1945 1.862 indbyggere, i 1950 2.061 indbyggere, men efter 1950 stagnerede befolkningsudviklingen: i 1955 2.020 indbyggere, i 1960 1.990 indbyggere , i 1965 2.095 indbyggere.
Ifølge folketællingen fra 1930 levede af Ølgods 1.661 indbyggere 161 af landbrug, 628 af industri, 223 af handel, 144 af transport, 126 af immateriel virksomhed, 153 af husgerning, 220 var ude af erhverv og 6 havde ikke givet oplysninger.
Oprettelsen af HTH-køkkener i 1966 lagde grunden til fornyet udvikling. Ikke mindst i kriseårene 1972-1980 var Ølgod en af de kommuner, som havde den største vækst i antallet af industriarbejdspladser.

## Seværdigheder i byen
På Ølgod Museum kan man følge byens og egnens udvikling fra fattig hedebondekultur op til mere moderne tider med jernbanens fremkomst i 1800-tallet. Desuden findes en række udstoppede fugle på museet. I den vestlige del af byen ligger Ølgod Kirke som stammer fra 1200-tallet. Kirken har en gotisk malmdøbefont (1455) hvilket er en sjældenhed i danske kirker.
På Egknudvej finder man Ølgod Gl. Vandværk med pumpehus samt en udstilling om vandforsyningens historie, og her ligger det 28 meter høje Ølgod Vandtårn også. Tårnet regnes for at være Ølgods vartegn og blev i december 2006 reddet fra nedrivning takket være byens borgere og museumsfonden, der samlede de nødvendige penge ind til bevarelsen.
To kilometer syd for byen ligger Hjedding Mejerimuseum indrettet i Danmarks første andelsmejeri fra 1882. Her kan man se de originale mejerimaskiner i funktion, bl.a. drevet af vanddamp.
Fra Ølgod er der 14 kilometer til Tarm, 19 til Skjern, 24 til Varde, 48 til Herning og 42 til Esbjerg

## Galleri
- "Byttesøgende Atlantdrage" af billedhuggeren Henrik Voldmester
- Storegade
- Ølgod Station
- Mejeripladsen
- "Lille Christians Plads" syd for stationen
- Ølgod Bryggeri
- Kirkens Korshærs Genbrugbutik